# 小滝 (睦沢町)
小滝（こだき）は、千葉県長生郡睦沢町の大字。郵便番号299-4415。

## 地理
北は上市場、東は河須ケ谷、南東は一宮町一宮、南は岩井、西は上之郷に隣接している。

## 世帯数と人口
2017年（平成29年）4月1日現在の世帯数と人口は以下の通りである。
| 大字 | 世帯数 | 人口  |
| ---- | ------ | ----- |
| 小滝 | 66世帯 | 181人 |

## 施設
- 睦沢町立土睦小学校
- 小滝青年館
- 八幡神社

## 交通

### 道路
- 都道府県道
  - 千葉県道148号南総一宮線
  - 千葉県道150号大多喜一宮線